# Komatipoort
Komatipoort é uma cidade situada na confluência dos rios Crocodilo e Incomati, na província de Mepumalanga, África do Sul. A cidade sita-se a 8 km da entrada do Portão da Ponte do Crocodilo do Parque Nacional Kruger, a apenas 5 km da fronteira com Moçambique e 65 km da fronteira com o Essuatíni. É uma pequena cidade, sossegada, com ruas arborizadas, mas é uma das cidades mais quentes da África do Sul, onde a temperatura do ar atinge por vezes os 50 °C e a temperatura de Inverno ronda os 24 °C. Foi nesta cidade que em 1984 foi assinado o Acordo do Incomati.
A localidade é servida por uma das mais importantes estações ferroviárias do Caminho de Ferro de Ressano Garcia.